# Simbolurile naționale ale Canadei
“Simbolurile Canadei sporesc nu doar conștiința noastră națională, ci și sentimentul bucuriei de a fi canadian. Simbolurile Canadei sunt o celebrare a ceea ce reprezentăm ca popor.”

## Castorul

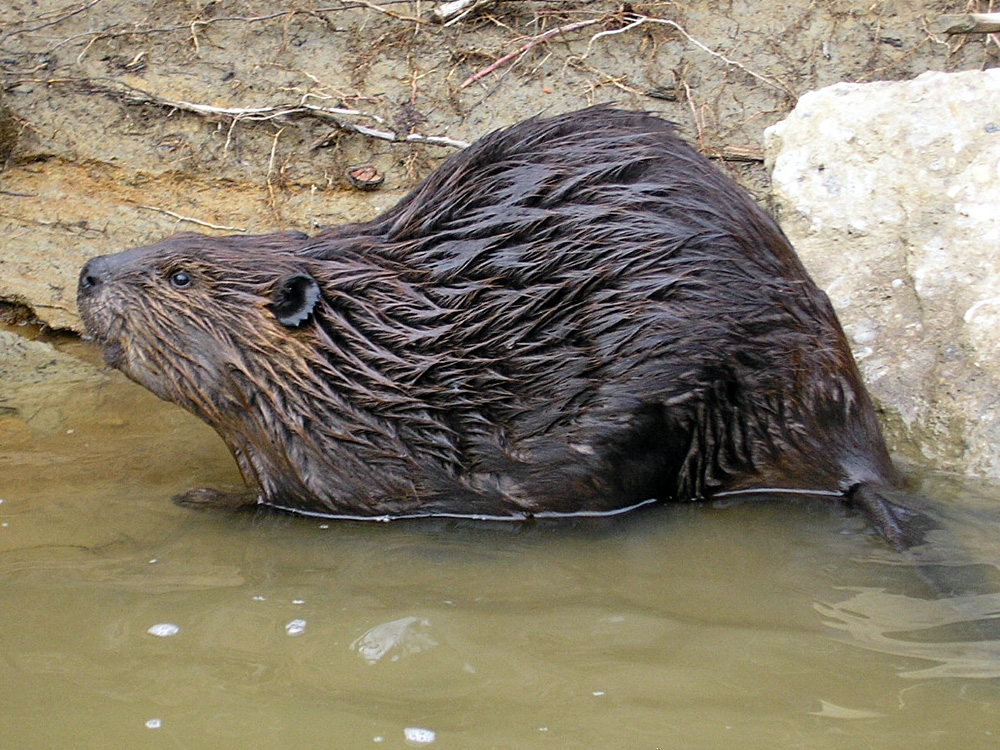

După ce primii exploratori europeni au realizat faptul că Canada nu era Orientul bogat în mirodenii, cea mai mare atracție comercială a constituit-o castorul, cu o populație de câteva milioane de exemplare. La sfârșitul secolului XVII și începutul secolului XVIII, erau la modă căciulile de blană, pentru care era nevoie de pieile de castor. Pe măsură ce popularitatea acestor căciului a crescut, a crescut și cererea pentru blănuri. 
Regele Henri al IV-lea al Franței a văzut în comerțul cu blănuri o oportunitate de a dobândi un venit mult-râvnit și de a întemeia un imperiu nord american. În curând, comercianții de blănuri englezi și francezi vindeau blana de castor în Europa la un preț de 20 de ori mai mare decât prețul de cumpărare.
Comerțul cu blană de castor s-a dovedit atât de profitabil, încât Compania Hudson's Bay a adus un omagiu micului animal cu dinți ieșiți în afară, incluzându-l pe blazonul său în 1678. Sir William Alexander, căruia i s-a acordat titlul în Nova Scotia în 1621, a fost primul care a inclus castorul pe un blazon. Blazonul Companiei Hudson's Bay constă din patru castori separați de o cruce roșie a Sf. Gheorghe, ce reflectă importanța acestui harnic rozător pentru companie. S-a creat chiar și o monedă de valoare egală cu valoare unei blăni de castor.
De asemenea, în 1678, Louis de Buade, Guvernatorul Noii Franțe la vremea respectivă, a sugerat castorul ca emblemă pentru colonie și a propus includerea acestuia pe simbolurile heraldice ale orașului Quebec. În 1690 a fost bătută medalia "Kebeca Liberata", pentru a comemora înfrângerea Quebec-ului de către Franța. Pe spatele acesteia apărea o femeie așezată, reprezentând Franța, cu un castor la picioare, reprezentând Canada. Castorul a fost inclus pe semnele heraldice ale orașului Montreal, la inființarea acestui ca oraș, în 1833. Sir Sandford Fleming a asigurat poziția de simbol național a castorului, prin apariția acestuia pe primul timbru poștal canadian - "Castorul de trei cenți" din 1851. Castorul a apărut și pe frontispiciul Le Canadien, ziar publicat în Canada de Jos, alături de frunza de arțar.
Pentru o vreme, a fost și una dintre emblemele Societății Sf. Ioan Botezătorul. Se mai găsește și astăzi pe coronamentul Companiei Feroviare Canadian Pacific. 
În ciuda acestei recunoașteri pe scară largă, la mijlocul secolului al XIX-lea, castorul ajunsese în prag de dispariție. Se estimează că înainte de începerea comerțului cu blănuri, în Canada existau aproximativ șase milioane de castori. În perioada de vârf a acestui comerț, 100.000 de blănuri erau expediate în Franța anual; castorul canadian era în pericol de dispariție. Din fericire, cam la acea vreme, europenii au început să prefere căciulile de mătase, iar cererea pentru blănurile de castor aproape că a dispărut. 
Castorul a ajuns la statutul oficial de emblemă a Canadei în momenul în care o "lege care să ofere recunoaștere pentru castor (castor canadensis) ca simbol al suveranității Canadei" a primit aprobare regală la data de 24 martie 1975.
Astăzi, mulțumită mișcării de conservare și căciulilor de mătase, castorul - cel mai mare rozător din Canada - trăiește bine, sănătos pe întreg teritoriul țării.

## Arțarul
Copacii au jucat un rol semnificativ în dezvoltarea istorică a Canadei și continuă să aibă o importanță comercială, estetică și de mediu pentru toți canadienii. Arțarii contribuie cu produse valoroase din lemn, susțin industria zahărului de arțar și ajută la înfrumusețarea peisajului. Lemnul de arțar, cu proprietăți variabile în ce privește duritatea, rezistența și altele, este foarte căutat pentru podele, mobilă, decorațiuni interioare din lemn, mici articole de lemn, furnir și sprijină mai multe industrii înfloritoare din estul Canadei. Arțarul este foarte apreciat și de către fabricanții de mobilă și dulapuri. Din 1965, frunza de arțar se află în centrul drapelului național al Canadei, iar arțarul poartă frunzele care au devenit în timp cel mai proeminent simbol canadian, atât pe plan național, cât și internațional. Țintele și insignele cu frunze de arțar sunt purtate cu mândrie de către canadieni peste hotare și sunt recunoscute în întreaga lume. Cu toate că frunza de arțar este strâns asociată Canadei, arțarul a fost recunoscut în mod oficial ca arbore emblematic al Canadei abia în anul 1996.
Numeroși canadieni implicați în industria forestieră canadiană au cerut cu mult înainte Guvernului să aleagă arțarul ca arbore emblematic al Canadei. Aceștia se bucură acum de utilizarea arțarului ca simbol oficial, atunci când promovează Canada ca un conducător pe plan mondial în domeniul gestionării forestiere durabile.
Specia generică de arțar este cea care se proclamă ca arbore emblematic al Canadei. Din cele 150 de specii cunoscute de arțar (genus Acer), numai 13 sunt indigene Americii de Nord. Zece dintre acestea cresc în Canada: arțarul negru, arțarul de zahăr, arțarul cu frunze mari, arțarul roșu, arțarul de munte, arțarul dungat, arțarul Douglas, Vine și Manitoba. Cu excepția a patru specii, arțarii nativi sunt copaci mari. Cel puțin una dintre cele zece specii se găsește în toate provinciile.Toate provinciile au adoptat câte un arbore emblematic și această emblemă constituie un element important în familia simbolurilor naționale.Arțarul a fost proclamat în mod oficial arbore emblematic național al Canadei la data de 25 aprilie 1996, fiind publicat în Monitorul Oficial al Canadei la data de 15 mai 1996.

## Frunza de arțar

Cu mult înainte de sosirea primilor coloniști europeni, popoarele aborigene de pe teritoriul Canadei descoperiseră proprietățile nutritive ale sevei de arțar, pe care o adunau în fiecare primăvară. Numeroși istorici susțin că frunza de arțar a început să fie utilizată ca simbol canadian încă din 1700. În 1834, prima Societate Sf. Ioan Botezătorul din America de Nord a adoptat frunza de arțar ca emblemă a sa. 
În 1836, Le Canadien, un ziar publicat în Canada de Jos, menționa frunza de arțar ca un simbol potrivit pentru Canada.
În 1848, publicația anuală din Toronto The Maple Leaf (Frunza de arțar) menționa frunza de arțar ca emblema aleasă pentru Canada. În 1860, frunza de arțar fusese deja inclusă pe insigna Regimenului 100 (Royal Canadians) și era utilizată la scară largă pentru decorațiile pregătite cu ocazia vizitei Prințului de Wales din acel an. 
Alexander Muir a compus Maple Leaf Forever ca imn al confederației pentru Canada în 1867, fiind considerat imn național timp de mai multe decenii. Blazoanele create în anul următor pentru Ontario și Quebec includeau frunza de arțar. 
Astăzi, frunza de arțar apare pe moneda de 1 cent. Cu toate acestea, între 1876 și 1901, ea figura pe toate monedele canadiene. Moneda modernă de 1 cent are două frunze de arțar pe o ramură comună, un design aproape neschimbat din 1937.
În timpul Primului Război Mondial, frunza de arțar a fost inclusă pe emblema Forțelor Expediționare Canadiene. Din 1921, blazonul regal al Canadei prezintă trei frunze de arțar ca emblemă distinctivă a Canadei. Odată cu proclamarea noului drapel al Canadei în 1965, frunza de arțar a devenit cel mai proeminent simbol canadian.
În 1939, în timpul Celui de al Doilea Război Mondial, multe trupe canadiene utilizau frunza de arțar ca semn distinctiv, prezent pe insignele regimentelor și pe echipamentul armatei și marinei canadiene. 
În 1957 culoarea frunzelor de arțar de pe blazonul Canadei a fost schimbată din verde în roșu, care este una dintre culorile oficiale ale Canadei.
La data de 15 februarie 1965, steagul cu frunza roșie de arțar a fost inaugurat ca drapel național al Canadei.